# کوه کینگ (یوکان)
کوه کینگ (به انگلیسی: King Peak) یک کوه در کانادا است که در یوکان واقع شده‌است. کوه کینگ ۵٬۱۷۳ متر بالاتر از سطح دریا واقع شده‌است.